# HD 75466
HD 75466，又名CP-52 1675，SAO 236284、HR 3503，是一颗恒星，视星等为6.3，位于銀經270.91，銀緯-5.84，其B1900.0坐标为赤經8h 45m 4.1s，赤緯-52° -5.84′ 51″。